# Palasea taurina
Palasea taurina är en fjärilsart som beskrevs av Erich Martin Hering 1927. Palasea taurina ingår i släktet Palasea och familjen tofsspinnare. Inga underarter finns listade i Catalogue of Life.